# Discografia dei Led Zeppelin
La discografia dei Led Zeppelin, gruppo musicale hard rock britannico, è costituita da nove album in studio, quattro dal vivo e nove raccolte, pubblicate tra il 1969 e il 2012.
L'album Coda e tutte le pubblicazioni successive sono uscite dopo lo scioglimento del gruppo. In occasione del lancio della raccolta Mothership nel novembre 2007, l'intero catalogo dei Led Zeppelin è diventato per la prima volta disponibile in formato digitale sull'iTunes Store; questo ha permesso a diversi brani del gruppo di rientrare in classifica, tra cui anche Stairway to Heaven che prima di allora non era mai stato pubblicato come singolo ufficiale.
In totale si stima che i Led Zeppelin abbiano venduto oltre 300 milioni di dischi nel mondo, di cui circa 111,5 milioni nei soli Stati Uniti d'America.

## Album

### Album in studio
| Anno                                                                          | Titolo | Classifiche | Classifiche | Classifiche | Classifiche | Classifiche | Classifiche | Classifiche | Classifiche | Classifiche | Classifiche | Classifiche | Classifiche | Classifiche | Classifiche | Certificazioni |
| Anno                                                                          | Titolo | UK          | AUS         | AUT         | CAN         | ESP         | FIN         | FRA         | GER         | ITA         | JPN         | NLD         | NOR         | NZ          | US          | Certificazioni |
| ----------------------------------------------------------------------------- | --- | ----------- | ----------- | ----------- | ----------- | ----------- | ----------- | ----------- | ----------- | ----------- | ----------- | ----------- | ----------- | ----------- | ----------- | --- |
| 1969                                                                          | Led Zeppelin - Pubblicato: 12 gennaio 1969 - Etichetta: Atlantic Records - Formati: LP, MC, CD, download digitale            | 6           | 9           | 18          | 11          | 1           | 3           | 8           | 11          | 20          | 35          | 14          | 14          | 5           | 7           | - AUS: Platino (2) - CAN: Diamante - ESP: Platino - FRA: Oro - ITA: Platino - NLD: Oro - SWI: Oro - UK: Platino (2) - US: Platino (8)                                                       |
| 1969                                                                          | Led Zeppelin II - Pubblicato: 22 ottobre 1969 - Etichetta: Atlantic Records - Formati: LP, MC, CD, download digitale         | 1           | 1           | 2           | 1           | 1           | 1           | 3           | 1           | 2           | 8           | 1           | 2           | 6           | 1           | - AUS: Platino (4) - AUT: Oro - CAN: Platino (9) - ESP: Oro - FRA: Oro (2) - GER: Platino - ITA: Platino - UK: Platino (4) - US: Diamante                                                   |
| 1970                                                                          | Led Zeppelin III - Pubblicato: 5 ottobre 1970 - Etichetta: Atlantic Records - Formati: LP, MC, CD, download digitale         | 1           | 1           | 1           | 1           | 6           | 2           | 4           | 3           | 1           | 5           | 3           | 3           | 7           | 1           | - AUS: Platino (3) - CAN: Platino (3) - ESP: Oro - FRA: Platino - GER: Oro - ITA: Platino - NLD: Oro - SWI: Oro - UK: Platino - US: Platino (6)                                             |
| 1971                                                                          | Led Zeppelin IV - Pubblicato: 8 novembre 1971 - Etichetta: Atlantic Records - Formati: LP, MC, CD, download digitale         | 1           | 2           | 7           | 1           | 8           | 3           | 2           | 5           | 2           | 2           | 7           | 3           | 7           | 2           | - AUS: Platino (9) - CAN: Diamante (2) - ESP: Platino - FRA: Platino (2) - GER: Oro (3) - ITA: Platino - NLD: Platino - NZ: Platino (7) - SWI: Platino (2) - UK: Platino (6) - US: Diamante |
| 1973                                                                          | Houses of the Holy - Pubblicato: 28 marzo 1973 - Etichetta: Atlantic Records - Formati: LP, MC, CD, download digitale        | 1           | 1           | 3           | 1           | 9           | 2           | 3           | 8           | 4           | 3           | 3           | 4           | 9           | 1           | - ESP: Oro - FRA: Oro (2) - GER: Oro - ITA: Oro - UK: Platino - US: Diamante |
| 1975                                                                          | Physical Graffiti - Pubblicato: 24 febbraio 1975 - Etichetta: Swan Song Records - Formati: LP, MC, CD, download digitale     | 1           | 2           | 2           | 1           | 2           | 5           | 2           | 4           | 17          | 13          | 7           | 4           | 3           | 1           | - AUS: Platino (3) - FRA: Oro - GER: Oro - ITA: Oro - UK: Platino (2) - US: Diamante |
| 1976                                                                          | Presence - Pubblicato: 31 marzo 1976 - Etichetta: Swan Song Records - Formati: LP, MC, CD, download digitale                 | 1           | 4           | 16          | 16          | 7           | 6           | 5           | 6           | 15          | 2           | 5           | 4           | 8           | 1           | - UK: Platino - US: Platino (3) |
| 1979                                                                          | In Through the Out Door - Pubblicato: 15 agosto 1979 - Etichetta: Swan Song Records - Formati: LP, MC, CD, download digitale | 1           | 3           | 15          | 1           | 5           | 10          | 7           | 9           | 12          | 2           | 20          | 14          | 1           | 1           | - AUS: Platino (2) - UK: Platino - US: Platino (6) |
| 1982                                                                          | Coda - Pubblicato: 19 novembre 1982 - Etichetta: Swan Song Records - Formati: LP, MC, CD, download digitale                  | 4           | 9           | 17          | 3           | 7           | 9           | 17          | 5           | 28          | 16          | 9           | 18          | 7           | 6           | - UK: Argento - US: Platino |
| "—" indica una pubblicazione non classificata o non pubblicata in quel Paese. | |             |             |             |             |             |             |             |             |             |             |             |             |             |             | |

### Album dal vivo
| Anno                                                                          | Titolo | Classifiche | Classifiche | Classifiche | Classifiche | Classifiche | Classifiche | Classifiche | Classifiche | Classifiche | Classifiche | Classifiche | Classifiche | Classifiche | Certificazioni |
| Anno                                                                          | Titolo | UK          | AUS         | AUT         | CAN         | FIN         | FRA         | GER         | ITA         | JPN         | NLD         | NOR         | NZ          | US          | Certificazioni |
| ----------------------------------------------------------------------------- | --- | ----------- | ----------- | ----------- | ----------- | ----------- | ----------- | ----------- | ----------- | ----------- | ----------- | ----------- | ----------- | ----------- | --- |
| 1976                                                                          | The Song Remains the Same - Pubblicato: 22 ottobre 1976 - Etichetta: Swan Song Records - Formati: 2 LP, 2 MC, 2 CD, download digitale    | 1           | 8           | —           | 8           | 23          | 3           | 20          | 13          | 5           | 19          | 21          | 6           | 2           | - FRA: Oro - GER: Oro - NZ: Platino (3) - UK: Platino - US: Platino (4)                                               |
| 1997                                                                          | Led Zeppelin BBC Sessions - Pubblicato: 11 novembre 1997 - Etichetta: Atlantic Records - Formati: 2 CD, download digitale                | 3           | 34          | 32          | 30          | 28          | 17          | 7           | 14          | 3           | 41          | 36          | 21          | 12          | - UK: Oro - US: Platino (2)                                                                                           |
| 2003                                                                          | How the West Was Won - Pubblicato: 27 maggio 2003 - Etichetta: Atlantic Records - Formati: 3 CD                                          | 5           | 10          | 17          | 1           | 23          | 11          | 15          | 7           | 3           | 47          | 10          | 13          | 1           | - CAN: Platino - UK: Oro - US: Platino                                                                                |
| 2012                                                                          | Celebration Day - Pubblicato: 19 novembre 2012 - Etichetta: Atlantic Records - Formati: 2 CD, 2 CD+DVD, 2 CD+BD, 3 LP, download digitale | 4           | 3           | 3           | 4           | 6           | 9           | 1           | 5           | 4           | 2           | 2           | 1           | 9           | - AUS: Oro - AUT: Oro - CAN: Platino (2) - FIN: Oro - FRA: Oro - GER: Platino - ITA: Platino - SWI: Oro - UK: Platino |
| "—" indica una pubblicazione non classificata o non pubblicata in quel Paese. | |             |             |             |             |             |             |             |             |             |             |             |             |             | |

### Raccolte
| Anno                                                                          | Titolo | Classifiche | Classifiche | Classifiche | Classifiche | Classifiche | Classifiche | Classifiche | Classifiche | Classifiche | Classifiche | Classifiche | Classifiche | Classifiche | Classifiche | Certificazioni |
| Anno                                                                          | Titolo | UK          | AUS         | AUT         | CAN         | ESP         | FIN         | FRA         | GER         | ITA         | JPN         | NLD         | NOR         | NZ          | US          | Certificazioni |
| ----------------------------------------------------------------------------- | --- | ----------- | ----------- | ----------- | ----------- | ----------- | ----------- | ----------- | ----------- | ----------- | ----------- | ----------- | ----------- | ----------- | ----------- | --- |
| 1990                                                                          | Led Zeppelin - Pubblicato: 7 settembre 1990 - Etichetta: Atlantic Records                                    | 48          | 46          | —           | 16          | —           | —           | —           | —           | 36          | 17          | —           | —           | —           | 18          | - US: Diamante |
| 1990                                                                          | Remasters - Pubblicato: 12 ottobre 1990 - Etichetta: Atlantic Records                                        | 10          | 1           | 19          | 46          | 12          | 1           | 3           | 13          | 15          | 32          | 33          | 8           | 3           | 47          | - AUS: Platino (10) - AUT: Oro - ESP: Platino - FIN: Oro - FRA: Platino - GER: Platino - ITA: Oro - NZ: Platino (11) - SWI: Oro - UK: Platino (2) - US: Platino (2)          |
| 1993                                                                          | Boxed Set2 - Pubblicato: 21 settembre 1993 - Etichetta: Atlantic Records                                     | 56          | —           | —           | 67          | —           | —           | —           | —           | —           | 45          | —           | —           | 48          | 87          | - US: Oro |
| 1993                                                                          | The Complete Studio Recordings - Pubblicato: 24 settembre 1993 - Etichetta: Atlantic Records                 | —           | —           | —           | —           | —           | —           | —           | —           | —           | —           | —           | —           | —           | —           | - US: Platino (2) |
| 1999                                                                          | Early Days: The Best of Led Zeppelin Volume One - Pubblicato: 23 novembre 1999 - Etichetta: Atlantic Records | 55          | —           | 23          | —           | —           | 28          | —           | 71          | —           | 97          | —           | —           | —           | 71          | - CAN: Oro - UK: Argento - US: Platino |
| 2000                                                                          | Latter Days: The Best of Led Zeppelin Volume Two - Pubblicato: 21 marzo 2000 - Etichetta: Atlantic Records   | 40          | —           | —           | —           | —           | —           | —           | —           | —           | —           | —           | —           | —           | 81          | |
| 2002                                                                          | Early Days and Latter Days - Pubblicato: 19 novembre 2002 - Etichetta: Atlantic Records                      | 11          | —           | —           | —           | —           | 40          | 21          | 96          | 22          | 62          | —           | —           | 17          | 114         | - UK: Platino - US: Platino |
| 2007                                                                          | Mothership - Pubblicato: 12 novembre 2007 - Etichetta: Atlantic Records                                      | 4           | 8           | 4           | 7           | 15          | 10          | 6           | 4           | 9           | 7           | 15          | 1           | 1           | 7           | - AUS: Platino - AUT: Oro - CAN: Platino (3) - FIN: Oro - FRA: Oro - GER: Oro (3) - ITA: Platino - JPN: Oro - NZ: Platino (3) - SWI: Oro - UK: Platino (4) - US: Platino (2) |
| 2008                                                                          | Led Zeppelin Definitive Collection - Pubblicato: 4 novembre 2008 - Etichetta: Rhino Entertainment            | —           | —           | —           | —           | —           | —           | —           | —           | —           | —           | —           | —           | —           | —           | |
| "—" indica una pubblicazione non classificata o non pubblicata in quel Paese. | |             |             |             |             |             |             |             |             |             |             |             |             |             |             | |

## Singoli
| Anno                                                                          | Singolo                                                  | Classifiche | Classifiche | Classifiche | Classifiche | Classifiche | Classifiche | Classifiche | Classifiche | Classifiche | Classifiche | Classifiche | Classifiche | Classifiche | Classifiche | Certificazioni | Album di provenienza         |
| Anno                                                                          | Singolo                                                  | UK          | AUS         | AUT         | CAN         | ESP         | FIN         | GER         | JPN         | NLD         | NZ          | SWI         | US          | US Cash Box | US Rock     | Certificazioni | Album di provenienza         |
| ----------------------------------------------------------------------------- | -------------------------------------------------------- | ----------- | ----------- | ----------- | ----------- | ----------- | ----------- | ----------- | ----------- | ----------- | ----------- | ----------- | ----------- | ----------- | ----------- | -------------- | ---------------------------- |
| 1969                                                                          | Good Times, Bad Times/Communication Breakdown            | —           | —           | —           | 64          | —           | —           | —           | 84          | 17          | —           | —           | 80          | 66          | —           |                | Led Zeppelin                 |
| 1969                                                                          | Whole Lotta Love/Living Loving Maid (She's Just a Woman) | —           | 1 —         | 3 —         | 2 —         | 4 —         | 7 —         | 1 —         | 50 93       | 5 —         | 4 —         | 5 —         | 4 65        | 2 —         | —           | - US: Oro      | Led Zeppelin II              |
| 1970                                                                          | Immigrant Song/Hey, Hey, What Can I Do                   | —           | 16          | 13          | 4           | 9           | 22          | 6           | 13          | 9           | 4           | 4           | 16          | 8           | —           |                | Led Zeppelin III             |
| 1971                                                                          | Black Dog                                                | —           | 9           | —           | 11          | 25          | —           | 22          | 24          | 20          | 10          | 6           | 15          | 9           | —           |                | Led Zeppelin IV              |
| 1971                                                                          | Rock and Roll/Four Sticks                                | —           | 51          | —           | 38          | 14          | —           | 13          | 34          | —           | —           | —           | 47          | 42          | —           |                | Led Zeppelin IV              |
| 1973                                                                          | Over the Hills and Far Away/Dancing Days                 | —           | —           | —           | 63          | —           | —           | —           | —           | —           | —           | —           | 51          | 28          | —           |                | Houses of the Holy           |
| 1973                                                                          | D'yer Mak'er/The Crunge                                  | —           | —           | —           | 24          | —           | —           | —           | —           | —           | —           | —           | 20          | 16          | —           |                | Houses of the Holy           |
| 1973                                                                          | The Ocean/Over the Hills and Far Away                    | —           | —           | —           | —           | —           | —           | 8           | —           | —           | —           | —           | —           | —           | —           |                | Houses of the Holy           |
| 1975                                                                          | Trampled Under Foot/Black Country Woman                  | —           | 60          | —           | 41          | —           | —           | —           | —           | —           | —           | —           | 38          | 28          | —           |                | Physical Graffiti            |
| 1976                                                                          | Candy Store Rock/Royal Orleans                           | —           | —           | —           | —           | —           | —           | —           | —           | —           | —           | —           | —           | —           | —           |                | Presence                     |
| 1979                                                                          | Fool in the Rain/Hot Dog                                 | —           | —           | —           | 12          | —           | —           | —           | —           | —           | 44          | —           | 21          | 31          | —           |                | In Through the Out Door      |
| 1982                                                                          | Darlene                                                  | —           | —           | —           | —           | —           | —           | —           | —           | —           | —           | —           | —           | —           | 4           |                | Coda                         |
| 1982                                                                          | Ozone Baby                                               | —           | —           | —           | —           | —           | —           | —           | —           | —           | —           | —           | —           | —           | 14          |                | Coda                         |
| 1982                                                                          | Poor Tom                                                 | —           | —           | —           | —           | —           | —           | —           | —           | —           | —           | —           | —           | —           | 18          |                | Coda                         |
| 1990                                                                          | Travelling Riverside Blues                               | —           | —           | —           | 57          | —           | —           | —           | —           | —           | —           | —           | —           | —           | 7           |                | Led Zeppelin Box Set, Vol. 1 |
| 1993                                                                          | Baby Come On Home                                        | —           | —           | —           | 66          | —           | —           | —           | —           | —           | —           | —           | —           | —           | 4           |                | Led Zeppelin Box Set, Vol. 2 |
| 1997                                                                          | Whole Lotta Love (riedizione)                            | 21          | —           | —           | —           | —           | —           | —           | —           | —           | —           | —           | —           | —           | —           |                | Led Zeppelin BBC Sessions    |
| 1997                                                                          | The Girl I Love She Got Long Black Wavy Hair             | —           | —           | —           | 49          | —           | —           | —           | —           | —           | —           | —           | —           | —           | 4           |                | Led Zeppelin BBC Sessions    |
| "—" indica una pubblicazione non classificata o non pubblicata in quel Paese. |                                                          |             |             |             |             |             |             |             |             |             |             |             |             |             |             |                |                              |

### Download digitale
| Anno                                                                          | Singolo            | Classifiche | Classifiche | Classifiche | Classifiche | Classifiche | Classifiche | Classifiche | Classifiche | Classifiche | Classifiche | Classifiche | Certificazioni                   | Album di provenienza |
| Anno                                                                          | Singolo            | UK          | CAN         | FRA         | GER         | IRL         | ITA         | NOR         | NZ          | SWE         | SWI         | US          | Certificazioni                   | Album di provenienza |
| ----------------------------------------------------------------------------- | ------------------ | ----------- | ----------- | ----------- | ----------- | ----------- | ----------- | ----------- | ----------- | ----------- | ----------- | ----------- | -------------------------------- | -------------------- |
| 2007                                                                          | Whole Lotta Love   | 64          | 49          | 52          | —           | —           | —           | —           | —           | —           | 57          | —           | - ITA: Platino - UK: Platino     | Mothership           |
| 2007                                                                          | Immigrant Song     | 109         | 54          | —           | —           | —           | —           | —           | —           | —           | —           | 71          | - ITA: Platino - UK: Platino     | Mothership           |
| 2007                                                                          | Black Dog          | 119         | 59          | —           | —           | —           | —           | —           | —           | —           | —           | 66          | - UK: Argento                    | Mothership           |
| 2007                                                                          | Stairway to Heaven | 37          | 17          | 52          | 15          | 24          | 19          | 5           | 13          | 57          | 17          | 30          | - ITA: Platino (2) - UK: Platino | Mothership           |
| 2007                                                                          | Kashmir            | 80          | 33          | —           | —           | —           | —           | —           | —           | —           | 64          | 42          | - UK: Argento                    | Mothership           |
| 2007                                                                          | Ramble On          | —           | 66          | —           | —           | —           | —           | —           | —           | —           | —           | —           | - UK: Argento                    | Mothership           |
| "—" indica una pubblicazione non classificata o non pubblicata in quel Paese. |                    |             |             |             |             |             |             |             |             |             |             |             |                                  |                      |

## Videografia
| Anno                                                                                               | Titolo | Classifiche | Classifiche | Classifiche | Classifiche | Classifiche | Classifiche | Classifiche | Classifiche | Classifiche | Classifiche | Classifiche | Classifiche | Classifiche | Classifiche | Classifiche | Certificazioni                                                                                            |
| Anno                                                                                               | Titolo | UK          | AUS         | AUT         | CAN         | FIN         | FRA         | GER         | IRL         | ITA         | JPN         | NLD         | NOR         | SWE         | SWI         | US          | Certificazioni                                                                                            |
| -------------------------------------------------------------------------------------------------- | --- | ----------- | ----------- | ----------- | ----------- | ----------- | ----------- | ----------- | ----------- | ----------- | ----------- | ----------- | ----------- | ----------- | ----------- | ----------- | --- |
| 1976                                                                                               | The Song Remains the Same - Pubblicato: 20 ottobre 1976 - Etichetta: Warner Bros. - Formati: VHS, DVD, BD, download digitale | —           | —           | —           | —           | 3           | —           | 65          | —           | 12          | 10          | 24          | 2           | —           | —           | —           | - UK: Platino (6)                                                                                         |
| 2003                                                                                               | Led Zeppelin - Pubblicato: 26 maggio 2003 - Etichetta: Atlantic Records - Formati: DVD                                       | 1           | 1           | 1           | 1           | 1           | 1           | 18          | 1           | 1           | 1           | 2           | 1           | 1           | —           | 1           | - AUS: Platino (7) - CAN: Diamante (2) - FIN: Platino - FRA: Platino (3) - UK: Platino (5) - US: Diamante |
| 2012                                                                                               | Celebration Day - Pubblicato: 19 novembre 2012 - Etichetta: Atlantic Records - Formati: 2 DVD, BD, download digitale         | —           | —           | —           | —           | —           | 1           | 1           | —           | 2           | —           | 8           | —           | 10          | 2           | —           | - GER: Oro (7) - US: Platino (3)                                                                          |
| "—" indica una pubblicazione che non si è classificata o che non è stata pubblicata in quel Paese. | |             |             |             |             |             |             |             |             |             |             |             |             |             |             |             | |